# IF Fløya
Az IF Fløya norvég labdarúgócsapat Tromsø városában. A klubot 1922. június 24-én alapították, nevét a város felé magasodó Fløya-hegyről kapta.
A női csapat az 1. divisjon tagja, mióta 2010-ben kiestek a Toppserienből. A 2004-es szezonban a 3. helyen végeztek, ez minden idők legjobb eredménye. 2009-ben kiestek, de 2010-ben visszajutottak.
A férficsapat a 3. divisjonban szerepel. A híres norvég csatár, Rune Lange itt kezdte pályafutását.